# 立花亜野芽
立花 亜野芽（たちばな あやめ、1991年11月20日 - ）は、日本のタレント、ファッションモデル、DJである。株式会社アライブクリエイト所属。

## 来歴
アメリカユタ州生まれ、その後両親の仕事の都合で福島、埼玉で幼少期から中学生まで過ごした。インドのヴィシャカパトナムに家族移住、高校卒業後、ファッションモデルとして活動するようになり、『egg』や『men's egg』といった雑誌の紙面を飾るほか、渋谷109-②の入口看板にも起用された。近年では、明るく元気な肉食系女子というキャラクターでブレイクし、地上波バラエティ番組（『有吉ジャポン』など）や様々なメディアに活躍の幅を広げている。DJとしても活動し、日本国内の様々なイベントに出演している。

## 出演

### テレビ
- 有吉ジャポン (TBS)
- ノンストップ! (フジテレビ)
- へりくつ男とわけあり女 (フジテレビ)
- AKB恋愛総選挙 (フジテレビ)
- 美女も野獣 (テレビ朝日)
- イケメン美女と過ごす夜 (日本テレビ)
- ゴッドタン (テレビ東京)
- バナナ塾 (東海テレビ)
- BAZOOKA!!! (BSスカパー!、2014年10月 - 2016年9月) - BAZOOKA!!! CLAN
- チャンネル生回転TV Midnightザップ! (BSスカパー!) - 2014年10月-2015年3月、月曜日レギュラー・2015年4月-2016年3月、水曜日レギュラー。
- 美美人カフェ (BSスカパー!)
- テリー伊藤のTOKYOひとり暮らし娘 (BSスカパー!)
- コカタクちゃん (nottv)
- 漢たちとおさんぽ (FRESH!)
- あやなつさんぽ (FRESH!)
- 夜ラブ (モデルプレス)
- Midnight女子会Z (2017年7月13日 - 、BSスカパー!) - レギュラー

### ウェブテレビ
- 極楽とんぼKAKERUTV ♯29 フリースタイルY談(2017年11月30日、AbemaTV)[1]

### 映画
- 渇き。 (2014年6月27日公開)

### 雑誌
- egg (大洋図書)
- men's egg (大洋図書)
- SOUL SISTER (ミリオン出版)

### 連載
- FRIDAY (講談社)
- 週刊スパ (扶桑社)
- アサヒ芸能 (徳間書店)
- 日刊スポーツ新聞 (日刊スポーツ新聞社)
- サイゾー (株式会社サイゾー)
- 週間実話ザ・タブー (日本ジャーナル出版)
- 実話マッドマックス (白夜書房)

### 小説
- 「ヤカラブ」現代ヤンキー少女たちのリアル (大洋図書)

### ファッションショー
- TGC Girls Collection in shanghai 2012

## 音楽作品

### MIX CD
- BEST HITS 2016 R&B (2016年4月20日)

### ミュージックビデオ
- Ms.Ooja 「会いたい」 (ユニバーサルミュージック)